# Ahney Her
Pour les articles homonymes, voir Her.
Whitney Cua Her, dite Ahney Her ou Whitney Yang, est une actrice américaine, née le 13 juillet 1993 (ou en 1992 selon les sources) à Lansing dans le Michigan.
Elle est originaire d'une communauté hmong, raison pour laquelle Clint Eastwood l'a choisie pour jouer dans son film Gran Torino.

## Filmographie
Créditée comme Ahney Her :
- 2008 : Gran Torino de Clint Eastwood : Sue
- 2011 : Night club de Sam Borowski : Nikki

Créditée comme Whitney Yang :
- 2014 : Comfort Girls (court métrage) d'Eugene Lee Yang : Kayagum Player
- 2016 : Batman v Superman : L'Aube de la justice de Zack Snyder : la fille prise en otage